# Nimis iniqua
Nimis iniqua ist eine Päpstliche Bulle vom 21. August 1231, sie wurde von Papst Gregor IX. (1227–1241) promulgiert. Mit diesem apostolischen  Schreiben stellte er den Franziskanerorden direkt unter die Jurisdiktion des Heiligen Stuhls.

## Geschichte
Papst Gregor IX. förderte und beschützte in den Jahren 1231–1232 die Mönchsorden der Franziskaner und Dominikaner.  Mit dem Tod des hl. Franz von Assisi im Jahre 1226 entstand eine Auseinandersetzung zur Auslegung seines Testamentes. Der Ordensgründer hinterließ mit seiner Armutsregel ein breites Feld an unterschiedlichen Meinungen, die von der Armutsbewegung der Bettelorden zum Armutsstreit führte. Ab 1230 begann in Europa eine rasante Entwicklung der Franziskaner, wie auch der Dominikaner. Die Franziskaner verlagerten ihre Wirkungsstätten in die aufblühenden Städte und bauten eine ordensorientierte Seelsorge auf, hierzu gehörte auch die akademische Lehre an den Hochschulen und Schulen der Städte. Diese Entwicklung hatte auch Wirkung innerhalb der Ordensgemeinschaft, die Franziskaner und Dominikaner entwickelten sich langsam zu „ordines studentes“.

## Das Armutsideal als juristische Fiktion
Mit der Bulle „Quo elongati“ vom 28. September 1230 hatte Papst Gregor IX.  den „einfachen Gebrauch“ nicht den „Besitz“ von Gütern als rechtens und im Sinne des franziskanischen Testamentes sanktioniert. Diese Armutsregelung und der stetige Wandel in einen „Bildungsorden“ fanden päpstliches Wohlwollen, rief aber gleichzeitig den Widerstand des Klerus und der Bischöfe auf. Der Papst stellte sich angesichts der „vielen Feinde“ schützend vor den Orden.
Ein Jahr später, am 21. August 1231, unterstellt er mit der Bulle „Nimis iniqua“ den Franziskanerorden unmittelbar dem Heiligen Stuhl. Ausgenommen von dieser Jurisdiktion waren die Gründungen neuer Konvente und der öffentliche Predigtdienst, diese verblieben in der Jurisdiktion   der Bischöfe. Diese Bulle führte 1239 dazu, dass das Generalkapitel eine offizielle Regelerklärung mit der Regelung der Zuständigkeiten in ihre Ordensregeln aufnahmen.

## Ordinem vestrum
Papst Innozenz IV.  (1243–1254) griff in seiner Bulle „Ordinem vestrum“ vom 14. November 1245 die strittigen Regelpunkte erneut auf. Er erklärte, dass alle Güter des Ordens pro forma im Besitz des Apostolischen Stuhles sind, die Ordensgemeinschaft die Verwaltung gestifteter Güter eigenständig übernehmen darf und legte die komplette Exemption der Kirchen und Klöster fest.